# 奎章閣
奎章閣是朝鲜王朝的王室圖書館，由正祖在昌德宮內成立，是朝鲜時代文献的重要保存所。

## 概要
1776年，正祖於昌德宮劃出一地作圖書館，收藏中國與朝鲜文献。
1894年甲午改革後圖書館的角色經歷各種變化。1922年它改由朝鲜總督府管轄下的京城帝國大學管理。後來成为漢城國立大學的附屬機構，1992成為漢城國立大學中央圖書館，現為首爾大學奎章閣韓國學研究院。現在的奎章閣有舘藏260000件，很多已被數位化，如朝鲜王朝實錄已經可以在線查看。